# كاديثرين
الكاديثرين عبارة عن مادة بيرثرويد اصطناعية لها الصيغة الكيميائية C 23 H 24 O 4 S وتٌستخدم كمبيد حشري، وهي أقوى أنواع البيريثرويدات القوية (أقوى من بيريثرين 2) ولكنها غير مستقرة نسبيًا خاصة عند تعرضها للضوء (بسبب حلقة الفوران ومجموعة الثيولاكتون في الجزيء).